# Miguel Mateo de Dallo y Lana
Miguel Mateo de Dallo de la Lana o de Dallo (y) Lana(s) (¿?, c. 1650 – Puebla de los Ángeles, 1 de septiembre de 1705) fue un compositor y maestro de capilla español.

## Vida
Se desconoce el origen o la formación musical del maestro Dallo, pero se sabe que nació hacia 1650.
Antes de su magisterio en Sevilla, fue maestro de capilla en la iglesia de Santa María del Palacio en Logroño, posiblemente su primer cargo.

### Magisterio en la Colegiata del Salvador de Sevilla
Francisco Sanz había dejado el magisterio de la Colegiata del Salvador en 1680 para ocupar el mismo cargo en la Catedral de Almería. Se organizaron unas oposiciones a las que acudieron Dallo y Francisco Vázquez Quincoya, que se quedó en la Colegiata como músico de la capilla de música.
Dallo fue nombrado maestro de capilla en una iglesia que en ese momento pasaba por dificultades económicas, en las que algunos músicos tocaban en la capilla de forma gratuita, con la esperanza de que los contratarían si algún puesto quedaba vacante. En consecuencia, tanto el maestro como los músicos faltaban a menudo a sus obligaciones, lo que se trató de solucionar con musltas y expulsiones. Las multas a los músicos eran perdonadas habitualmente, pero las del maestro se mantenían, considerando que sus faltas eran más graves.
Los problemas eran causados a menudo por compromisos externos de los músicos, lo que llevaba a los problemas de asistencia y de reparto de los pagos. Por ejemplo, una discusión sobre la distribución de las obvenciones entre algunos cantores y ministriles y el maestro de capilla llevó al maestro a faltar al respeto al canónigo Felipe Urbano, que había sido encargado de enterarse del problema. Dallo se disculpó posteriormente y el asunto llevó a la creación de nuevos estatutos para el gobierno de la capilla de música.
La partida de Juan Bonet de Paredes de Ávila al magisterio de Segovia, había provocado que una serie de maestros escribieran al cabildo de Ávila interesándose por el cargo. Entre ellos enviaron carta el maestro de capilla de la Catedral de Palencia, Francisco Zubieta; el de la Colegiata de Sevilla, Miguel Mateo de Dallo; el de la Colegiata de Logroño, Mathías de Durango; y el de la Catedral de Oviedo, Vicente Pantoja. Sin embargo, Dallo acabó por no presentarse a las oposiciones, que fueron ganadas por Juan Cedazo.

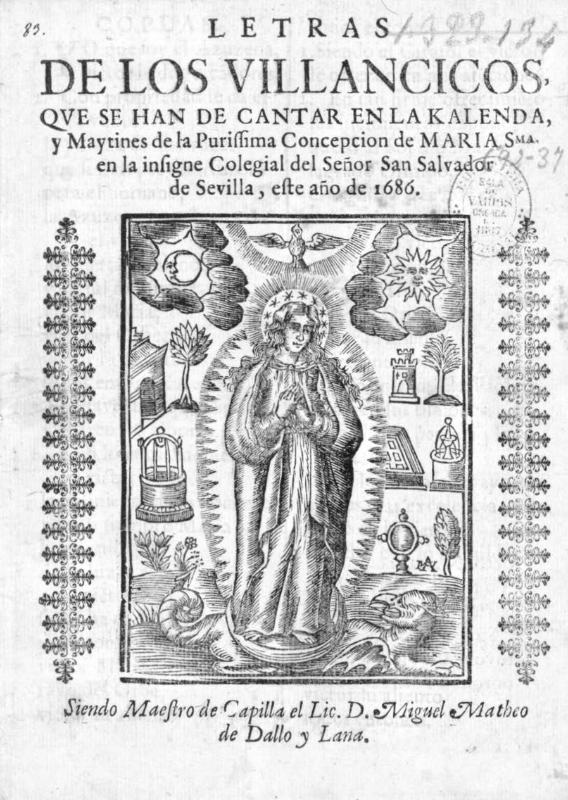
Letras de los villancicos, qve se han de cantar en la Kalenda, y Maytines de la Purissima Concepción de Maria S^{MA} en la insigne Colegial del Señor San Salvador de Sevilla, este año de 1686. Siendo Maestro de Capilla el Lic. D. Miguel Matheo de Dallo y Lana

El conflicto se fue agravando, con el cabildo descontento con su maestro de capilla y los músicos quejándose del «mal comportamiento con ellos [del maestro] y de faltar a sus obligaciones con la Iglesia». El cabildo incluso prohibió a los músicos tocar en el exterior, lo que llevó a dos de los músicos a ser despedidos por tocar en El Puerto de Santa María en diciembre de 1686. En consecuencia, tanto el maestro como los músicos acabaron marchándose a capillas menos severas, dejando a la Colegiata sin maestro ni músicos.

### Magisterio en Puebla de los Ángeles
Dos años más tarde el licenciado Dallo había emigrado a Nueva España. El magisterio había quedado vacante tras la partida a Ciudad de México de Antonio de Salazar y es de suponer que el cabildo de Puebla habría encargado la búsqueda y examen del nuevo maestro de capilla en Sevilla, como era costumbre para las catedrales virreinales en la época. Dallo compitió en las oposiciones con Manuel de Pereira y José Gutiérrez, saliendo victorioso. Fue nombrado el 17 de diciembre de 1688, con un salario de 600 pesos anuales.
Le aumentaron el salario a 760 pesos anuales el año siguiente, cuando a sus responsabilidades se unió la educación de los infantes del coro y la composición de chanzonetas. Permaneció en el cargo hasta su fallecimiento en Puebla, el 1 de septiembre de 1705.

## Obra
La obra tuvo que ser muy apreciada, ya que sus composiciones se encuentran en los archivos musicales de Puebla, Ciudad de México, Guatemala, Bogotá y La Plata. Sin duda, sus composiciones fueron tocadas en otras catedrales e iglesias de América. De hecho, en 1844 todavía se cantaban los villancicos de Dallo en la Catedral de Ciudad de México.
En la actualidad quizás sea más conocido por haber musicado dos ciclos de villancicos en 1689 y 1690 con letra de sor Juana Inés de la Cruz. Los villancicos muestran muchas características de la música popular, incluyendo una jácara o juguete dialogado, un indio que contiene palabras indias o un negro o negrillo, que imita ritmos africanos. La música de Dallo se ha perdido, aunque la letra de Sor Juana se ha conservado.
Compuso villancicos para el Convento de la Santísima Trinidad y la catedral, además de la música litúrgica que se esperaba de su cargo. De su música, se conserva una misa a once voces y dos magníficats; varias vísperas a 4 voces; y quince villancicos.